# منتخب سيشل لكرة الطائرة للرجال
منتخب سيشل لكرة الطائرة للرجال هو ممثل سيشل الرسمي في المنافسات الدولية في كرة طائرة
.